# Axel Holm (1914–1961)
Sten Axel Gustav Holm, född 10 maj 1914 i Uppsala, död 1961 i Åmål, var en svensk teckningslärare, målare och tecknare.
Han var son till överingenjören Axel Holm och Maja Andrén och från 1947 gift med Ruth Gustavsson. Han var bror till Stig Holm. Han studerade vid Konsthögskolan 1924-1936 och var samtidigt elev vid Tekniska skolans aftonkurser, därefter studerade han vid Högre konstindustriella skolan 1936-1939 samt med ett resestipendium som gav honom möjlighet att bedriva konststudier i Tyskland, Italien och Frankrike 1939. Separat ställde han ut i bland annat Åmål, Fagersta, Piteå och på Hälsinglands museum i Hudiksvall. Han medverkade i Nationalmuseums utställning Unga tecknare några gånger på 1940-talet och med Sveriges allmänna konstförening. Med Dalslandsgruppen ställde han ut i Karlstad, Eskilstuna, Borås och Göteborg. Hans konst består av naket, figurkompositioner, stilleben, djur och landskap från Italien, och Vemdalen i olja eller akvarell. Holm är representerad vid Värmlands museum. 